# Hermann Krone

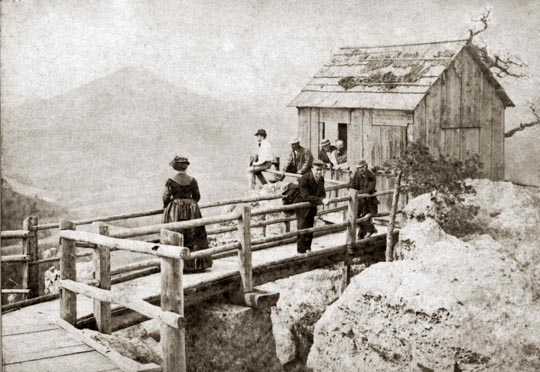
Vilemínina vyhlídka, Jetřichovické skály, 1880, vizitka, sbírka Scheufler

Hermann Krone (14. září 1827 Vratislav – 17. září 1916 Laubegast, Drážďany) byl německý fotograf, vědec a publicista. Založil Historické didaktické muzeum fotografie v Drážďanech. Významně zasáhl do dějin fotografie v severních a severovýchodních Čechách.

## Životopis
V roce 1849 studoval akademii v Drážďanech a stal se zde na krátkou dobu žákem Ludwiga Richtera. Jeho série z roku 1853 s názvem Labské pískovce je začátkem saské krajinářské fotografie. V letech 1870 - 1907 vedl přednášky a praktická cvičení oboru fotografie na polytechnice, později Technické univerzity v Drážďanech. Hermann Krone pracoval s počátkem procesu daguerrotypie a kalotypie a později také s průmyslově vyráběnými fotografickými materiály.
Fotografoval krajinářské snímky z Krkonoš a Českosaského Švýcarska, ale také hrady a důležité turistické body. Vedle Alsasana Brauna patří k prvním fotografům Krkonoš a vedle Roberta Halma s nejstaršími snímky z roku 1875 patřil k nejvýznamnějším fotografům ze saské strany hranice. Fotografie z těchto míst publikoval na vizitkách, pohlednicích nebo na edukativních tabulích pro studenty.
Je autorem patrně nejstarší české turistické upomínkové fotografie pořízené v září 1853, na které je snoubenka Clementine s bratrem Heinrichem a matkou v hostinci pod Pravčickou branou při „prvním fotograficko krajinářském výletě do Saskočeského Švýcarska".
Jeho studentem byl fotograf Alfred Noack.
Pro výukové účely daroval velkou sbírku fotografií a různých technických postupů, s vysokou kulturní hodnotou. V roce 1907 tuto sbírku dostal pro vědecké účely Fotografický institut Technické univerzity v Drážďanech, nyní Institut aplikované fotofyziky TU Dresden.
Hermann Krone zemřel 17. září 1916 ve věku 89 let v Laubegastu u Drážďan. Jeho hrob se nedochoval.

## Dílo
- Die für alle Zeit von praktischem Wert bleibenden photographischen Urmethoden, dotisk: Fotokinoverlag, Leipzig 1985
- Photographische Urmethoden. 1907, dotisk: Fotokinoverlag, Leipzig 1985
- Erste photographische Landschaftstour Sächsische Schweiz, dotisk: Fotokinoverlag, Leipzig 1997
- Hermann Krone. Historisches Lehrmuseum für Photographie. Experiment, Kunst, Massenmedium. Verlag der Kunst, Dresden 1998, ISBN 90-5705-086-2

## Galerie

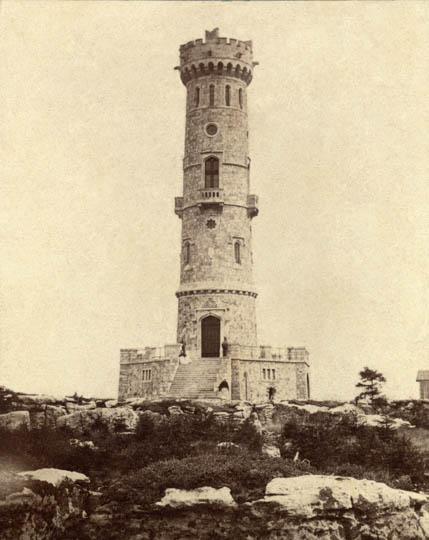
Děčínský Sněžník (Hoher Schneeberg), sbírka Scheufler
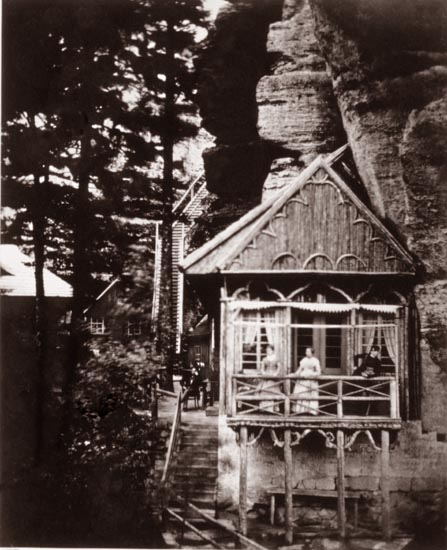
Patrně nejstarší česká turistická upomínková fotografie, na které je snoubenka Clementine s bratrem Heinrichem a matkou v hostinci pod Pravčickou branou v září 1853 při „prvním fotograficko krajinářském výletě do Saskočeského Švýcarska", Stadtmuseum Pirna